# Zheng Tianxiang
Zheng Tianxiang  (* 9. September 1914 in Innere Mongolei; † 10. Oktober 2013) war von 1983 bis 1988 Präsident des Obersten Volksgerichtshofs der Volksrepublik China.

## Leben
Zheng Tianxiang studierte von 1935 bis 1937 an der Tsinghua-Universität in Peking Rechtswissenschaften. Er trat der Kommunistischen Partei Chinas bei und war Parteifunktionär auf verschiedenen Ebenen. Von 1983 bis 1988 war Zheng Tianxiang als Nachfolger von Jiang Hua Präsident des Obersten Volksgerichtshofes der Volksrepublik China. Sein Nachfolger wurde Ren Jianxin.